# 別に普通の恋
『別に普通の恋』（べつにふつうのこい）は、2013年12月14日13:55 - 15:20に北海道テレビ放送（HTB）で「HTBスペシャルドラマ」として放送された、スペシャルドラマである。主演は金子貴俊。キャッチコピーは「10年以上、片思いを続けたことはありますか?」

## あらすじ
かつて春夫が告白して振られた相手である律子が12年ぶりに帰省して、駅の売店でソフトクリーム売りをしている。律子は東京での出来事や帰省したことなどを親友の信代に相談する。春夫の姪・サチは高校卒業後は農家を継がずに東京に出たいという目論見があって、独身でいる叔父の春夫を心配している。そこでサチは春夫の後輩である信代に、友人の道子から教えてもらった「恋愛の神様」を紹介し、春夫と律子を結び付けようと色々と画策する。

## キャスト
春夫〈35〉
演 - 金子貴俊
農家の4代目で独身。律子には昔ふられたがまだ未練がある。
サチ〈17〉
演 - 福田麻由子
春夫の姪。高校2年生で、卒業後は東京に行きたいと思っている。もてない春夫を心配している。
敏子〈65〉
演 - 藤田弓子
春夫と麻子の母。農家の3代目。春夫の将来を心配している。昔、恋愛の神様と面識があった。
後藤田律子〈31〉
演 - 安藤聖
春夫の高校の後輩で片思いの相手。卒業後、女優を目指して上京していたが12年ぶりに帰省し、売店でアルバイトをしている。
信代〈31〉
演 - 小林きな子
律子の高校時代からの親友。本名は大山華江だが皆に「大福」などと呼ばれていたところ、春夫が「信代」と呼び名をつけた。
恋愛の神様
演 - きたろう
職業不詳。春夫にデートのアドバイスをしながらしっかり相談料をとる。敏子も若い頃から知っており、ネットで検索すると表示される。
麻子
演 - 小島達子
春夫の姉。サチの母。
道子
演 - 丸山琴瀬
サチの同級生。「恋愛の神様」の存在をサチに教える。
信代の父
演 - 菊池正紀
ペンション「木のうた」を経営。信代に熊の敷物を貸す。

- その他 - 山野久治、石沢綾子（ウエイトレス）

## スタッフ
- 脚本 - 前田司郎
- 音楽 - 吉俣良
- プロデューサー - 多田健、羽田文彦
- 撮影 - 鈴木武司
- 照明 - 東方淳
- DIT･カラリスト･EED - 笹崎寛幸
- 録音 - 松澤聡
- 美術 - 中原芳雄、七尾出
- スタイリスト - 小松江里子、田中志枝
- ヘアメイク - 三本雅章、増澤里美
- スチール - 原田直樹
- マルチコプター撮影 - 品田圭人
- 車両 - 千廣哲也、札幌第一交通
- 記録 - 佐藤麻衣子
- オフライン編集 - 岡田久美
- 音響効果 - 三村俊之
- MA - 本谷周一
- 撮影助手 - 大江泰介、三戸史雄、松原夢人
- 照明助手 - 西出真司、中山佑宇、金川空
- 録音助手 - 佐藤幸信、佐貫亮太
- DIT補 - 原井香織
- 美術助手 - 持田 知樹、阿部生華、上杉桐香、本間未沙季、三浦路佳
- 助監督 - 中西正茂、林雅貴、太田裕子
- 演出補 - 海野祐至
- 制作担当 - 松倉和哉
- 制作主任 - 井上雄介
- 制作進行 - 長沼里奈、山口洋介、平尾由佳子
- 編成 - 数浜照吾
- 広報 - 奥田勤、竹内絵梨子
- 農業指導 - 大波慶治、大波香代、大波太郎
- 演出 - 杉山順一

## ネット局
| 放送局                     | 放映日・時間（2013年12月現在予定） |
| -------------------------- | ---------------------------------- |
| 北海道テレビ放送【制作局】 | 12月14日 13:55 - 15:20             |
| 青森朝日放送               | 12月22日 14:00 - 15:25             |
| 秋田朝日放送               | 01月13日 15:00 - 16:30             |
| 岩手朝日テレビ             | 12月31日 1:40 - 3:10               |
| 東日本放送                 | 12月30日 1:10 - 2:35               |
| 山形テレビ                 | 01月02日 16:30 - 17:55             |
| 新潟テレビ21               | 12月27日 2:05 - 3:30               |
| 北陸朝日放送               | 12月30日 9:55 - 11:25              |
| 名古屋テレビ               | 12月30日 9:55 - 11:25              |
| 山口朝日放送               | 12月30日 0:15 - 1:40               |
| 愛媛朝日テレビ             | 12月30日 15:25 - 16:55             |
| 熊本朝日放送               | 12月24日 0:15 - 1:40               |
| 大分朝日放送               | 12月30日 9:55 - 11:15              |
| テレビ山梨                 | 12月28日 15:30 - 16:55             |
| 日本海テレビ               | 12月30日 17:00 - 18:30             |